# Linn Nilsson
Linn Nilsson (* 15. Oktober 1990) ist eine schwedische Leichtathletin, die im Mittel- und Langstreckenlauf antritt.

## Sportliche Laufbahn
Erste internationale Erfahrungen sammelte Linn Nilsson im Jahr 2017, als sie bei den Halleneuropameisterschaften in Belgrad im 1500-Meter-Lauf mit 4:15,25 min in der Vorrunde ausschied. Im Jahr darauf schied sie bei den Hallenweltmeisterschaften in Birmingham mit 4:10,36 min im Vorlauf aus und im August erreichte sie bei den Europameisterschaften in Berlin über 5000 Meter nicht das Ziel. Bei den Crosslauf-Europameisterschaften 2019 in Lissabon belegte sie in 18:45 min den achten Platz in der Mixed Staffel und 2020 siegte sie beim Karlstad GP in 9:05,59 min im 3000-Meter-Lauf. Über diese Distanz startete sie 2021 bei den Halleneuropameisterschaften in Toruń, verpasste dort aber mit 9:06,55 min den Finaleinzug.
In den Jahren 2017 und 2018 wurde Nilsson schwedische Meisterin im 5000-Meter-Lauf und 2013 siegte sie über 1500 Meter und 2018 zusätzlich über 10.000 Meter. Zudem wurde sie 2012, 2017 und 2018 Hallenmeisterin im 3000-Meter-Lauf und 2014 und 2016 siegte sie über 1500 Meter und 2014 wurde sie ebenfalls Hallenmeisterin im 800-Meter-Lauf. 

## Persönliche Bestleistungen
- 800 Meter: 2:03,79 min, 25. Juli 2017 in Karlstad
  - 800 Meter (Halle): 2:07,16 min, 31. Januar 2015 in Wien
- 1500 Meter: 4:08,47 min, 12. Juli 2017 in Dublin
  - 1500 Meter (Halle): 4:07,71 min, 15. Februar 2018 in Toruń
- 3000 Meter: 8:57,89 min, 28. Juni 2018 in Sollentuna
  - 3000 Meter (Halle): 8:58,31 min, 9. Februar 2018 in Eaubonne
- 5000 Meter: 15:18,14 min, 3. Mai 2018 in Palo Alto
- 10.000 Meter: 33:48,25 min, 1. September 2018 in Tampere